# RokokoPosten
RokokoPosten er en dansk humoristisk webavis med satiriske nyhedsindslag.
RokokoPosten karikerer mediernes formsprog,
og den er et dansk eksempel på den type af nyhedssatire, man også finder på de engelsksprogede The Onion (en) og The Daily Mash (en), den fransksprogede Le Gorafi (fr) og den tysksprogede Der Posillion (de).
Det er en genre, der også er knyttet til almindelige mediers aprilsnar. RokokoPostens politisk satiriske humor er et opgør med den sociale satire, som ved RokokoPostens grundlæggelse var dominerende i de danske medier.
RokokoPosten har udgivet artikler siden den 9. september 2010.
RokokoPosten blev grundlagt af Annica Carlsen, Marta Sørensen, Zenia Larsen, Mikkel Andersson og Anne Faigh Rydell, men består i dag kun af de fire førstnævnte. Redaktionen har base i hhv. Århus og København.
Rokokoposten blev kåret som "Årets bedste nye medie" i 2011 af Kommunikationsforum, og i begyndelsen af 2012 havde webavisen 200.000 sidevisninger om måneden. I efteråret 2012 udkom et udvalg af RokokoPostens artikler i bogform,
og i slutningen af 2012 indgik RokokoPosten en aftale om samarbejde med Jyllands-Posten således at RokokoPostens satire også blev udgivet via Jyllands-Posten.
Efter at have været genstand for satire i en RokokoPosten-artikel med titlen "S og SF vil bekæmpe singlesamfundet" kritiserede folketingsmedlemmet Mette Frederiksen webavisen på Facebook:
| „ | Synes det er åndsvagt at der findes en fiktiv nyhed på en internetside om at jeg vil bekæmpe singlesamfundet. Det har ingenting på sig, og jeg ville ønske at man ville droppe den slags fiktive nyheder. Det er ikke sjovt! | “ |
|   | — Mette Frederiksen |   |

Hun påpegede, at det kan være svært at gennemskue politisk satire på nettet.
I 2018 var RokokoPostens tilstedeværelse i mediebilledet steget så meget at en kommentator anså den som "den mest toneangivende satire i Danmark" sammen med Den Korte Radioavis.
De to medier er set som repræsentanter for "blå satire" (dvs. borgerlig) og i modsætning til centrumvenstre-satiren hvor Politikens ATS, Selvsving og Cirkusrevyerne bliver fremdraget.
Den blå satires "offer" er tit — med Mikkel Anderssons ord — "økospelt-Politiken-Østerbro-hipster-medie-menneskene", og Andersson har forklaret at "da vi startede RokokoPosten i 2010, havde vi nok en fælles idé om at gøre mere grin med dem, der gjorde grin med Pia Kjærsgaard end at gøre grin med Pia Kjærsgaard".
Eksempelvis er RokokoPostens satiriske artikel "Kritiske forældre: Gips giver autisme", der refererer til skepsissen mod MFR-vaccination, anset som en politiserende højre-orienteret behandling af typisk venstre-orienterede eller radikale helsefanatikeres paranoide utilbøjelighed til at rette sig efter sundhedsmyndighederne.